# Lars Rasmussen
Lars Rasmussen (* 9. April 1976 in Hillerød, Dänemark) ist ein dänischer Handballtrainer. In seiner aktiven Zeit lief der Linksaußen für die dänische Nationalmannschaft auf. 
Lars Rasmussen begann beim Lyngby HK mit dem Handballspiel. Später kam er zu Virum-Sorgenfri HK, wo er in der ersten dänischen Liga debütierte. Mit dem Kopenhagener Vorstadtclub gewann er 1997 die dänische Meisterschaft; in der Saison 2001/02 war er bester Torschütze der Liga. Als sein Verein jedoch im selben Jahr Konkurs anmelden musste, ging Rasmussen zum Lokalrivalen Ajax Farum. Dort wurde er ebenfalls Torschützenkönig; allerdings suchte er nun eine neue Herausforderung und zog nach nur einem Jahr weiter zu GWD Minden in die deutsche Handball-Bundesliga. Dort blieb er zwei Jahre, gewann aber keine weiteren Titel. 2005 kehrte er schließlich zurück nach Dänemark, wo er sich dem Team Tvis Holstebro anschloss. 2008 gewann er mit Holstebro den dänischen Pokal. Im Sommer 2010 verließ er Holstebro und beendete seine Karriere.
Lars Rasmussen hat 86 Länderspiele für die dänische Nationalmannschaft bestritten. Lange Zeit war er hinter Nikolaj Bredahl Jacobsen und Lars Christiansen höchstens dritte Wahl im Nationalteam; erst nach dem Rücktritt des ersteren kam Rasmussen mehr zum Einsatz. Bei der Europameisterschaft 2008 in Norwegen wurde er mit seinem Land Europameister; bei der Weltmeisterschaft 2007 sowie der Europameisterschaft 2006 gewann er mit Dänemark Bronze.
Rasmussen wurde 2010 Co-Trainer der Frauenmannschaft von Horsens HK. Später übernahm er die Frauenmannschaft sowie die Herrenmannschaft von Horsens HK. Im Sommer 2013 übernahm er das Traineramt der Frauenmannschaft von Vendsyssel Håndbold. Ab dem 1. Juli 2015 trainierte er den Erstligisten Ringkøbing Håndbold. Im Sommer 2017 wechselte er zum ungarischen Erstligisten Siófok KC. Ab dem Sommer 2018 war er beim dänischen Verein KIF Kolding als Co-Trainer tätig. Im Februar 2019 wurde er zum Trainer befördert und übte diese Aufgabe bis zum Saisonende 2018/19 aus.